# Morti nell'820
| Questa pagina contiene informazioni ricavate automaticamente dalle voci biografiche con l'ausilio del template Bio e di un bot. L'aggiornamento è periodico e automatico e ricostruisce completamente la pagina. Se manca una persona in questa lista, sei pregato di non aggiungerla, ma accertati piuttosto che la sua voce biografica contenga il template Bio e che i dati anagrafici siano correttamente compilati. Se il template Bio manca, inseriscilo tu stesso o, in alternativa, metti l'avviso {{tmp\|Bio}} che ne segnala la mancanza. Se i dati riportati sono sbagliati, correggi direttamente la voce biografica; le modifiche saranno visibili in questa lista entro pochi giorni. Per chiarimenti vedi il progetto biografie. La lista contiene solo le 6 persone che sono citate nell'enciclopedia e per le quali è stato implementato correttamente il template Bio. Pagina aggiornata al 13 gen 2025. |

- 14 febbraio - Xian Zong, imperatore cinese (n. 778)
- 25 dicembre - Leone V l'Armeno, imperatore bizantino
- Costantíno dei Pitti, re
- Tnúthgal mac Donngaile, re
- Tommaso I di Gerusalemme, vescovo ortodosso bizantino
- Muhammad ibn Idris al-Shafi'i, giurista e imam arabo (n. 767)